# 国鉄6500形蒸気機関車
6500形は、今の関西本線などを敷設した関西鉄道が1898年（明治31年）および1906年（明治39年）に米国のピッツバーグ社から計9両を購入して投入し、同社の鉄道国有法に基づく国有化で官設鉄道（国鉄）の所有になったテンダー式蒸気機関車である。

## 概要
関西鉄道の網島駅（廃駅） - 名古屋駅間開業に伴う急行列車運転開始を前に、投入された機関車で、形式40「早風」（はやかぜ）クラスと呼ばれ、6両（製造番号1771 - 1776）が40 - 45に付番されたが、1906年にも3両（製造番号41429, 41428, 41427）が増備され107 - 109とされた。
当時の関西鉄道汽車課長島安次郎の提唱により、当時としては最大の動輪径1,575mm(5ft2in)と2シリンダ複式が採用された。外観は典型的なアメリカ古典機スタイルであるが、ストレート形のボイラーや深いつばを持った独特のキャップを先端部に被せたストレート形の煙突、細長く大柄なワンピース形の蒸気ドームや砂箱、補強のためスポークの間にウェッブ（水かき）を設けた動輪（リム強化スポーク輪心）など、ピッツバーグ社製蒸気機関車の特徴を備えた洗練されたものであった。また、煙室扉の周囲を一段膨らませるなど、細部の造作も凝っており、ボールドウィン社などに比べて品質も良好であった。
2シリンダ複式は、単式に比べて構造が複雑で、取扱いにも熟練を要したが、石炭の消費節約に効果を発揮した。また、同社に複式機関車に好適な名古屋 - 亀山間のような平坦区間が存在したことも、複式機関車導入の効果を大きくした。1906年に3両が追加製造されたのも、こうした事情からであろう。
官設鉄道への編入後、1909年（明治42年）に制定された鉄道院の車両形式称号規程では6500形に定められ、番号は6500 - 6508に改められた。主に亀山と王寺に配属され、関西本線の平坦区間で使用されたが、複式という特殊な機構が嫌われ、1925年（大正14年）に全車が廃車解体された。

## 主要諸元
- 全長 : 14,405mm
- 全高 : 3,658mm
- 軌間 : 1,067mm
- 車軸配置 : 4-4-0(2B)
- 動輪直径 : 1,575mm(5'2")
- 弁装置 : スティーブンソン式アメリカ形
- シリンダ（直径×行程） : 高圧用432mm×610mm，低圧用635mm×610mm
- ボイラー圧力 : 12.7kg/cm2
- 火格子面積 : 1.23m2
- 全伝熱面積 : 97.0m2
  - 煙管蒸発伝熱面積 : 89.8m2
  - 火室蒸発伝熱面積 : 7.2m2
- ボイラー水容量 : 3.1m3
- 小煙管（直径×長サ×数） : 44.5mm×2,821mm×228本（明細図による管板間は2,810ｍｍ）
- 機関車運転整備重量 : 40.61t
- 機関車空車重量 : 36.98t
- 機関車動輪上重量（運転整備時） : 24.58t
- 機関車動輪軸重（第2動輪上） : 12.32t
- 炭水車運転整備重量 : 22.21t
- 炭水車空車重量 : 13.61t
- 水タンク容量 : 9.08m3
- 燃料積載量 : 1.02t
- 機関車性能
  - シリンダ引張力 （0.85P）: 7,800kg（単式時）、5,330kg（複式時）
- ブレーキ装置 : 手ブレーキ、真空ブレーキ